# Stichorkis decurrens
Stichorkis decurrens là một loài thực vật có hoa trong họ Lan. Loài này được (Blume) Pfitzer miêu tả khoa học đầu tiên năm 1897.